# Ourania
Ourania (altgriechisch Ουρανία) war eine antike Hafenstadt in Zypern, auf der Halbinsel Karpas im heutigen Bezirk Famagusta. Die Stadt befand sich 8 Kilometer nordöstlich der antiken Stadt Karpasia. Ourania besaß einen Hafen und wurde durch eine Akropolis im Süden begrenzt.

## Geschichte
Über die Ursprünge von Ourania ist nichts bekannt, jedoch blühte die Stadt bis in die frühbyzantinische Zeit auf. Im 7. Jahrhundert wurde sie wegen der Arabischen Invasion in der Zeit der Islamischen Expansion verlassen.